# Frédéric Passy
Frédéric Passy (Parigi, 20 maggio 1822 – Parigi, 12 giugno 1912) è stato un politico ed economista francese.

## Biografia
Nacque a Parigi, città dove visse gran parte della sua vita e dove morì, in una famiglia fortemente impegnata nella vita politica del paese. Lo zio, Hippolyte Passy, fu due volte ministro sotto il governo di Luigi Filippo di Francia e Napoleone III di Francia.
Laureatosi in giurisprudenza, iniziò la sua attività nel 1844 nel Consiglio di Stato, abbandonando la carriera nel 1847 per seguire con maggiore attenzione lo studio dell'economia, sua vera passione.
Nel 1857 pubblicò il suo primo libro economico, Mélanges économiques, che gli valse l'attenzione del mondo accademico francese. Il suo interesse editoriale proseguì negli anni, venendogli riconosciuta l'importanza dei suoi studi, per i quali verrà nominato nel 1877 socio dell'Accademia di Scienze Morali e Politiche (Académie de sciences morales et politiques).
Convinto assertore del benessere economico, ottenibile nei periodi di pace e 
con il dialogo tra gli stati, nel 1867 fondò la Ligue internationale et permanente de la paix, primo organismo pacifista francese, col quale cercò di opporsi alla nascente Guerra franco-prussiana.
Eletto alla Camera dei deputati nel 1881 e nei due turni elettivi successivi, incentrò la sua opera nella mediazione tra le dispute politico-economiche degli stati dominanti dell'Europa.
Vinse il premio Nobel insieme a Jean Henri Dunant.

## Fonti
- Frédéric Passy su Nobelprize.org, su nobelprize.org.